# Torrecaballeros
Torrecaballeros es un municipio y localidad española de la provincia de Segovia, en la comunidad autónoma de Castilla y León. Cuenta con una población de 1496 habitantes (INE 2024).
El municipio está conformado por las localidades de Cabanillas del Monte, Aldehuela, La Torre y Torrecaballeros. Además existe el despoblado de Don Guillermo, caserío muy pequeño que no llegó a la categoría de aldea con alcalde pedáneo y que contaba con un molino.

## Toponimia

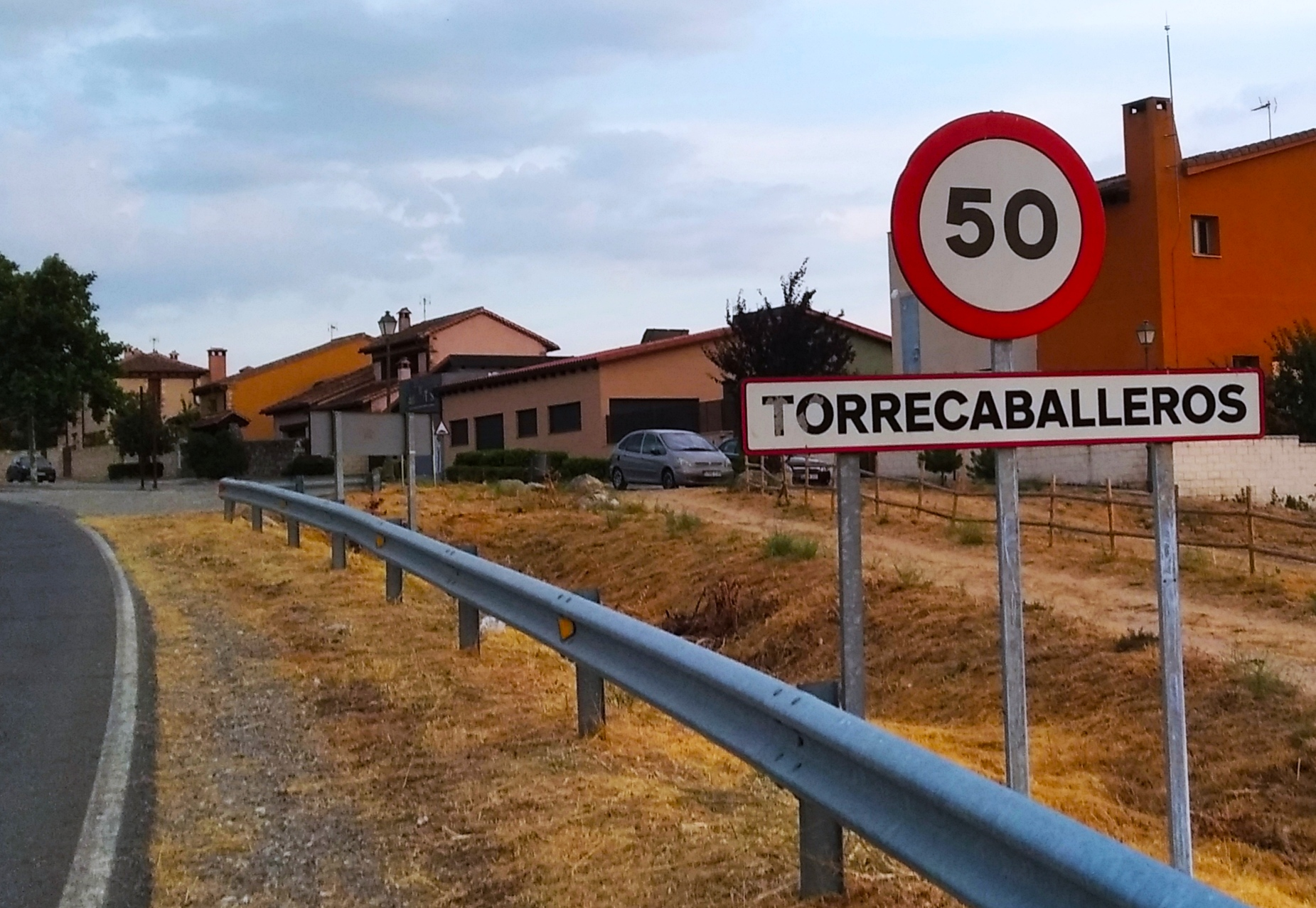
Señal que indica la entrada a la zona urbanizada

En 1247 se cita como Oter de Caballeros y en 1759 aparece ya como Torrecaballeros. El topónimo deriva del latín altarium ‘altar, ara’ (o altus, ‘alto’) y caballarios ‘caballerizos’. Se trataría, por tanto, del otero de los caballeros —inicialmente quienes montaban a caballo, para más tarde ser sinónimo de persona con cierto grado de nobleza— o de los cuidadores de los caballos, depende del momento de su fundación; cuanto más cerca esté esta del periodo romano, más posibilidades de que sea el segundo significado.

## Geografía física

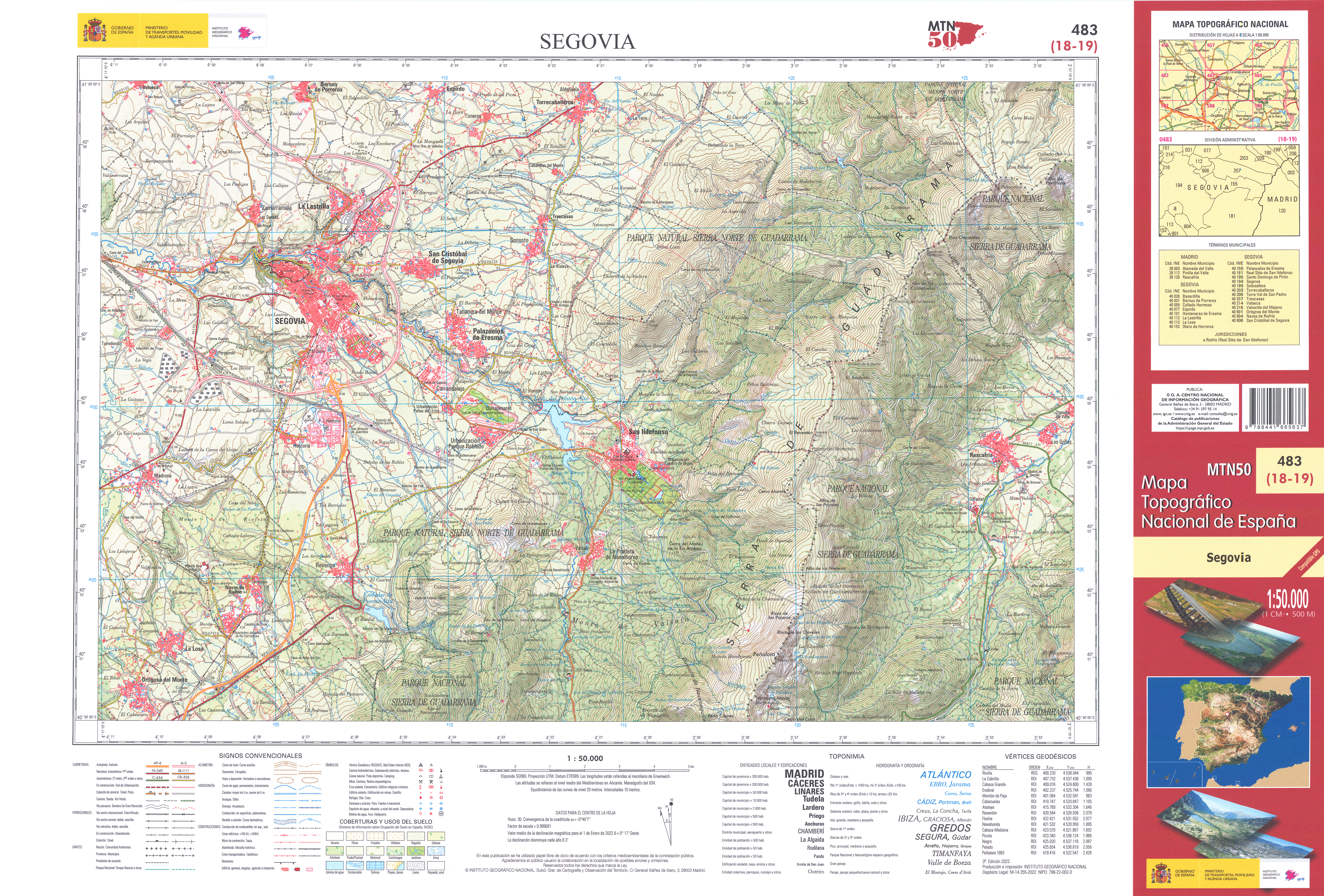
Fragmento de la hoja 483 del Mapa Topográfico Nacional de España de 2022 en el que se representa parte del municipio de Torrecaballeros

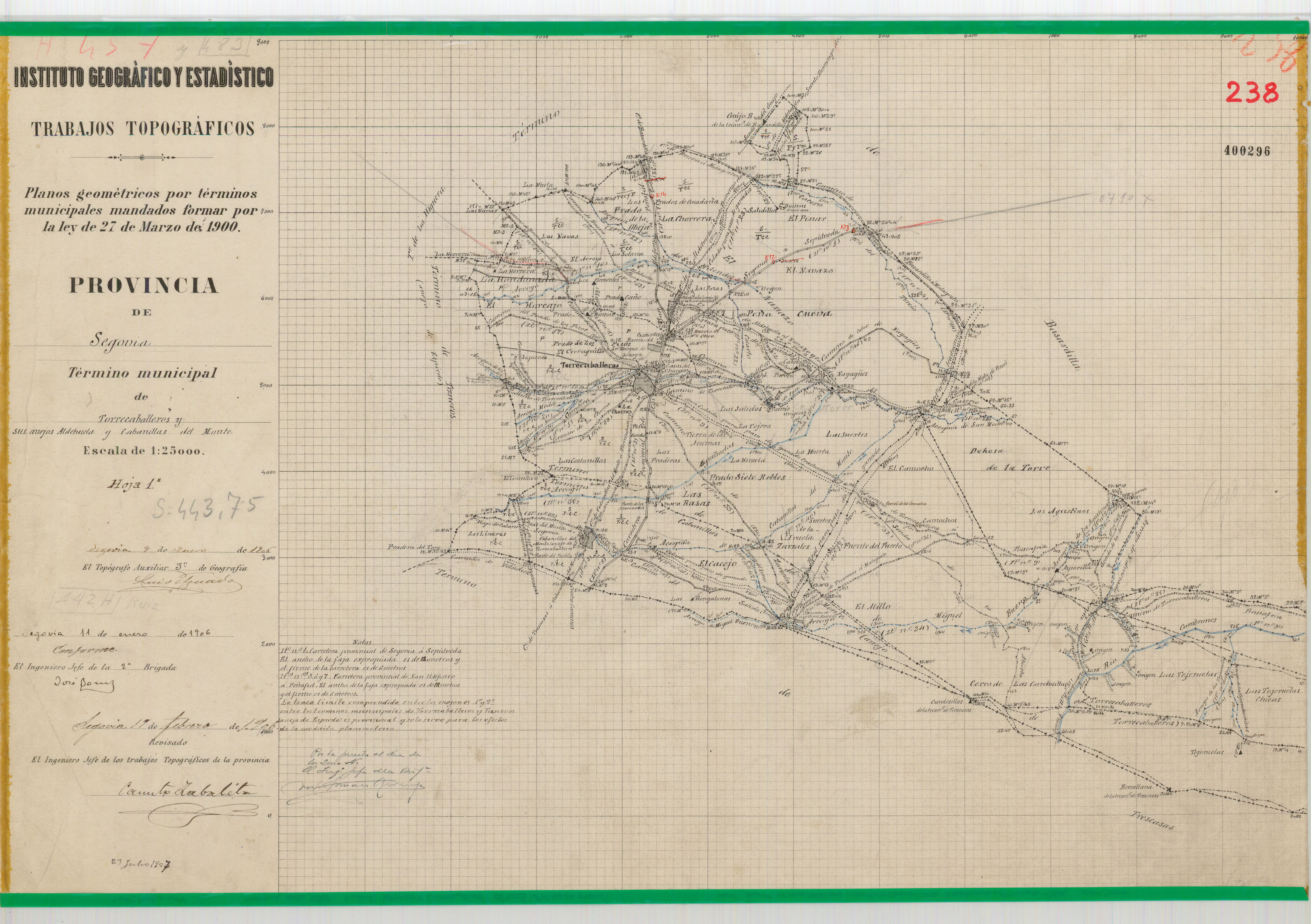
Mapa del término municipal de Torrecaballeros en 1906

Está integrado en la Comunidad de Ciudad y Tierra de Segovia, concretamente en el Sexmo de San Lorenzo, situándose a 11 kilómetros de la capital segoviana. El término municipal está atravesado por la carretera N-110 entre los pK 179 y 183, además de por las carreteras locales SG-P-2222, que permite la comunicación con Brieva, y SG-P-6121, que conecta con La Granja de San Ildefonso.
El relieve del municipio está formado por la ladera occidental de la sierra de Guadarrama y la meseta que le da continuidad por el oeste. Parte del territorio está incluido en el parque nacional de la Sierra de Guadarrama. Por el término municipal discurren numerosos arroyos y pequeños ríos, ente los que destaca el río Ciguiñuela, afluente del Eresma. La altitud oscila entre los 2050 m en el límite con la provincia de Madrid (Alto de las Calderuelas) y los 1080 m a orillas del río Ciguiñuela. Otras elevaciones importantes son los picos Navahonda (1895 m) y La Asperilla (1641 m). El pueblo se alza a 1152 m sobre el nivel del mar.
| Noroeste: Espirdo y Basardilla | Norte: Basardilla | Noreste: Basardilla      |
| Oeste: Espirdo                 |                   | Este: Rascafría (Madrid) |
| Suroeste: Espirdo y Trescasas  | Sur: Trescasas    | Sureste: Trescasas       |

## Fauna y flora
La zona es mayoritariamente pastizales y abundantes arbustos espinosos, escasos ejemplares de encina arbustica y pinares de repoblación. Como especies aromáticas tenemos tomillo salsero, tomillo blanco, cantueso.

## Historia
La primera vez que se conoce una mención de la localidad con el nombre de Oter de Cavalleros, es decir Otero de Caballeros, corresponde a un documento eclesiástico escrito del Archivo Catedralicio de Segovia, data del 1 de junio de 1247, como consecuencia de las relaciones de préstamo efectuadas por la mesa episcopal y por la de los canónigos a los colonos que trabajan las tierras propiedad de la Iglesia.
En el siglo XVI se menciona como Tor de Caballeros. Pero desde 1759 ya tenía el nombre actual. 
Situado junto a la sierra de Guadarrama, fue paso obligado de trashumancia a través de la Cañada Real Soriana Occidental. Era un pueblo de ganaderos y de gentes de serranía, desde leñadores a pastores. Pertenece al Sexmo de San Lorenzo en la Comunidad de Ciudad y Tierra de Segovia.

## Demografía
Torrecaballeros cuenta con una población de 1496 habitantes (INE 2024).
| Gráfica de evolución demográfica de Torrecaballeros entre 1842 y 2021 |
| |
| Población de derecho según los censos de población del INE Población de hecho según los censos de población del INEEn 1857 crece el término del municipio porque incorpora a Aldehuela de Sepúlveda |

A fecha de 1 de enero de 2022 la población del municipio de Torrecaballeros era de 1410 habitantes distribuidos de la siguiente forma:
- Torrecaballeros: 1136 habitantes;
- Cabanillas del Monte: 53 habitantes;
- La Aldehuela: 216 habitantes;
- La Torre: 5 habitantes.

## Comunicaciones

### Carreteras y caminos
- Carretera N-110, que permite la conexión con Segovia, Soria y Ávila;
- Carretera provincial SG-P-6121, que lo conecta con el Real Sitio de San Ildefonso, la SG-V-6123 en Trescasas que finaliza en Segovia y la SG-V-6122 que termina en Palazuelos de Eresma;
- Carretera provincial SG-V-6124, que parte de Cabanillas del Monte y la conecta con la SG-P-6121;
- Carretera provincial SG-P-2222, que permite la conexión con Turégano;
- Cañada Real Soriana Occidental, que conecta con el noreste de la provincia de Soria y con Valverde de Leganés (Badajoz);
- Cañada de Veladíez, que conecta Trescasas con la ermita de Veladíez en Espirdo;
- Camino de los Espartales o de Siete Arroyos, que permite la comunicación con Rascafría (Madrid);
- Camino de Trescasas, que permite la comunicación con Trescasas;
- Camino de Cabanillas que conecta Cabanillas con Torrecaballeros;
- Camino de Tizneros, que permite la comunicación con Tizneros y Espirdo;
- Camino de La Lastrilla, que permite la comunicación con La Lastrilla;
- Camino del pedernal, que permite la comunicación con el Camino de San Frutos, Basardilla y Santo Domingo de Pirón;
- Camino de La Torre, que permite la comunicación con el caserío de La Torre.

### Autobuses

Plano Metropolitano Segovia donde aparecen las líneas a su paso por Torrecaballeros

Torrecaballeros forma parte de la red de transporte Metropolitano de Segovia y la red de larga distancia que va recorriendo los distintos pueblos de la provincia.
| Línea    | Trayecto |
| -------- | --- |
| M6       | Torrecaballeros - Segovia (por Montecorredores, San Cristóbal, Sonsoto, Trescasas, Cabanillas del Monte y Aldehuela) |
| M6*      | Torrecaballeros - Segovia (por Tabanera del Monte, Palazuelos de Eresma, San Cristóbal, Sonsoto, Trescasas, Cabanillas del Monte y Aldehuela) |
| VACL-124 | Segovia - Grado del Pico (por Torrecaballeros, Sotosalbos, Collado Hermoso, La Salceda, Navafría, Ceguilla, Gallegos, Matabuena, Arcones, Prádena, Casla, Sigueruelo, Siguero, S. Tomé del Puerto, Cerezo de Abajo, Cerezo de Arriba, Riaza, Ribota, Saldaña de Ayllón, Fresno de Cantespino, Corral de Ayllón, S. María de Riaza, Ayllón, Francos, Estebanvela y Santibañez de Ayllón) |
| VACL-126 | Segovia - Valleruela de Pedraza (por Aldehuela -Torrecaballeros-, Basardilla, S. Domingo de Pirón, Tenzuela, Berrocal, La Cuesta, Cubillo, Valdevacas, Arevalillo de Cega, El Guijar, Caballar, Muñoveros, Puebla de Pedraza, Rebollo, Orejanilla, El Arenal y Sanchopedro) |

## Administración y política

Distribución del Ayuntamiento tras las elecciones municipales de 2023

### Lista de alcaldes
| Periodo   | Nombre                            | Partido   |
| --------- | --------------------------------- | --------- |
| 1979-1983 | Silverio de Lucas Gómez           | UCD       |
| 1983-1987 | Silverio de Lucas Gómez           | AP-PDP-UL |
| 1987-1991 | Silverio de Lucas Gómez           | PDP       |
| 1991-1995 | Silverio de Lucas Gómez           | GI        |
| 1995-1999 | Rufino Gómez García               | PIE       |
| 1999-2003 | Javier Giráldez Ceballos-Escalera | PP        |
| 2003-2007 | Javier Giráldez Ceballos-Escalera | PP (ind)  |
| 2007-2011 | Serafín Sanz Sanz                 | PP        |
| 2011-2015 | Serafín Sanz Sanz                 | PP        |
| 2015-2019 | Rubén García de Andrés            | PSOE      |
| 2019-2023 | Rubén García de Andrés            | PSOE      |
| 2023-act. | Rubén García de Andrés            | PSOE      |

## Cultura

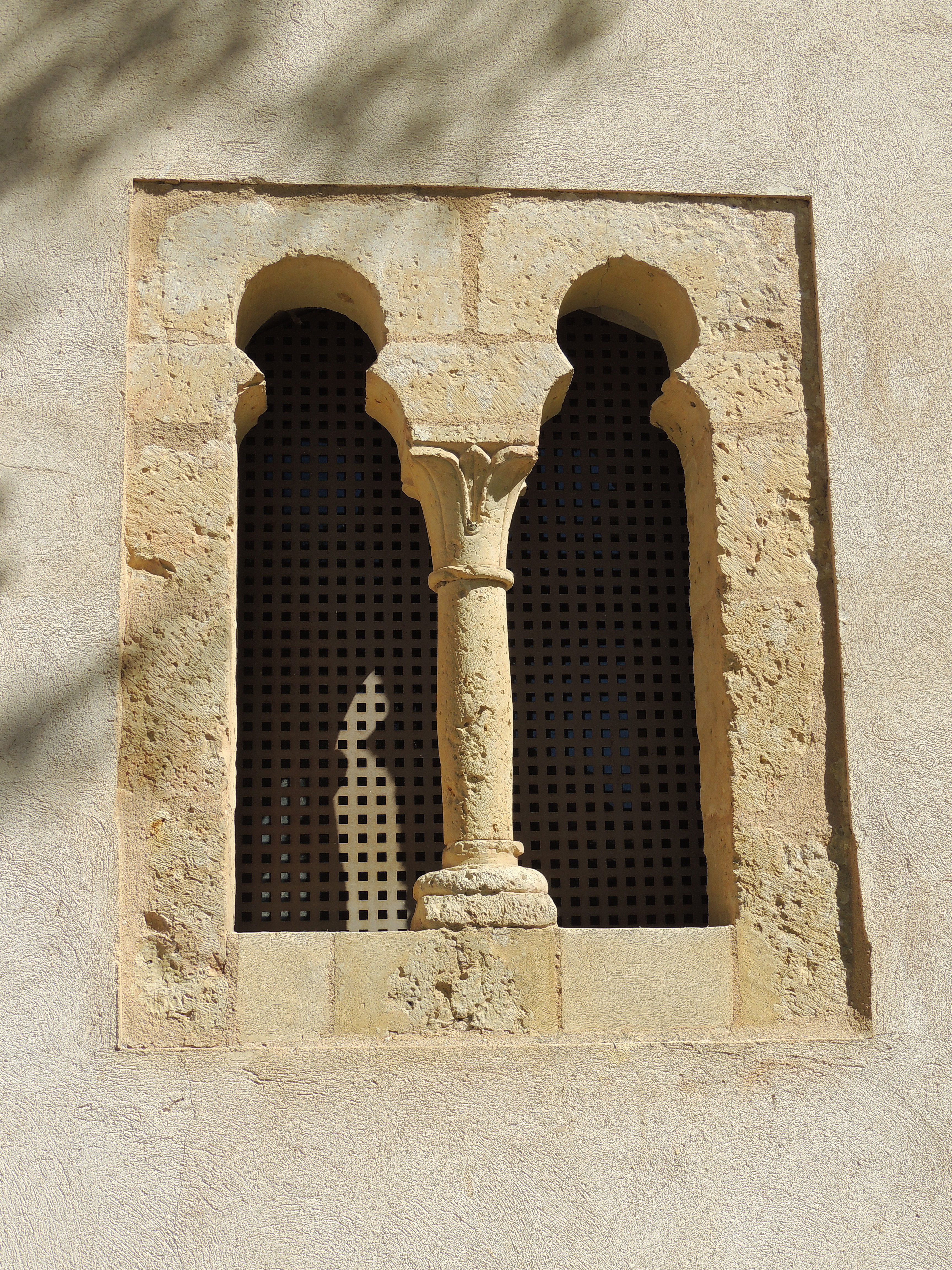
Ventana en la iglesia de San Nicolás de Bari

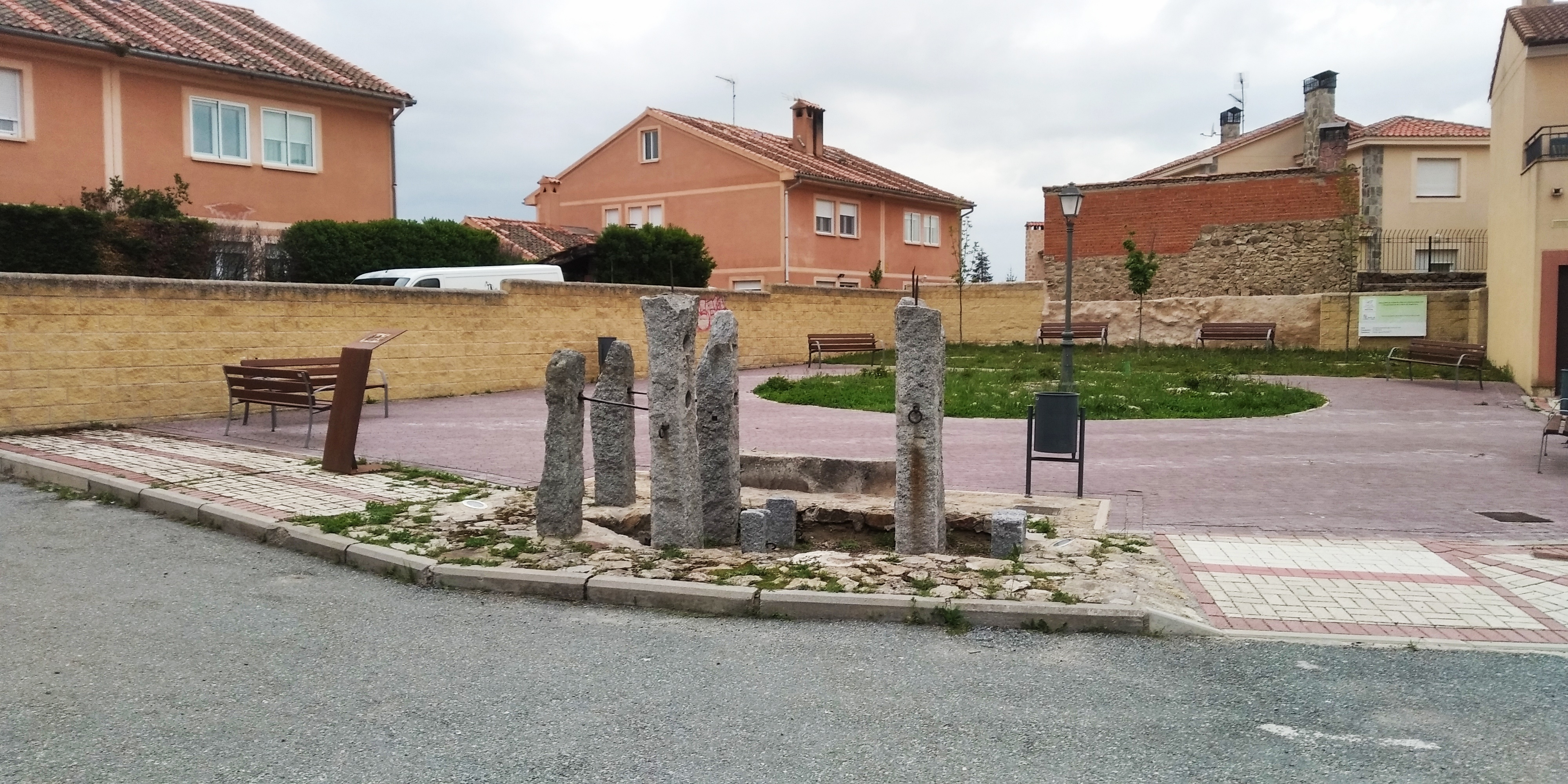
Potro de herrar de Torrecaballeros

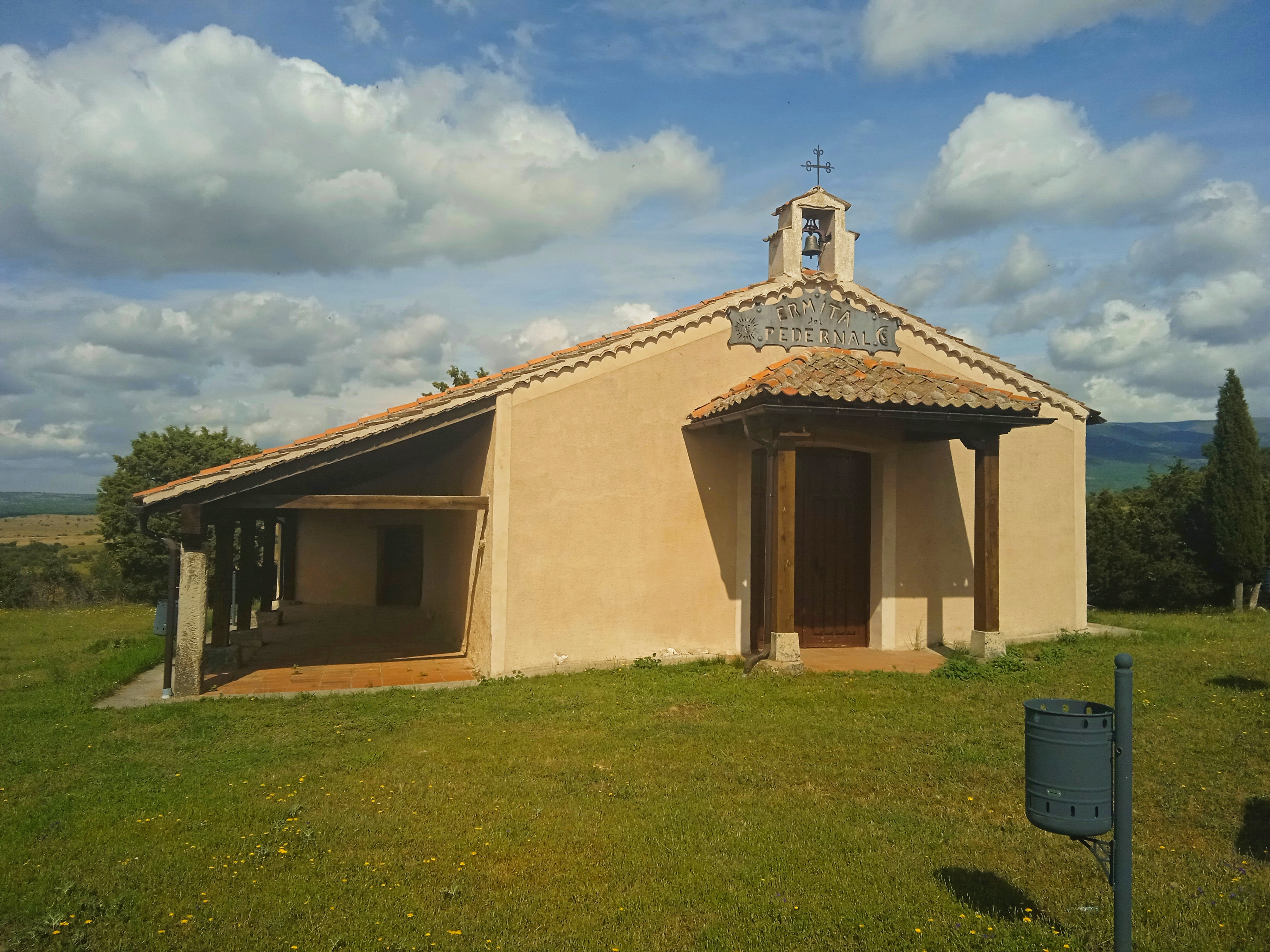
Ermita de Nuestra Señora del Pedernal, situada entre su término municipal y el de Basardilla, es una de las partícipes en la leyenda de Las Tres Hermanas

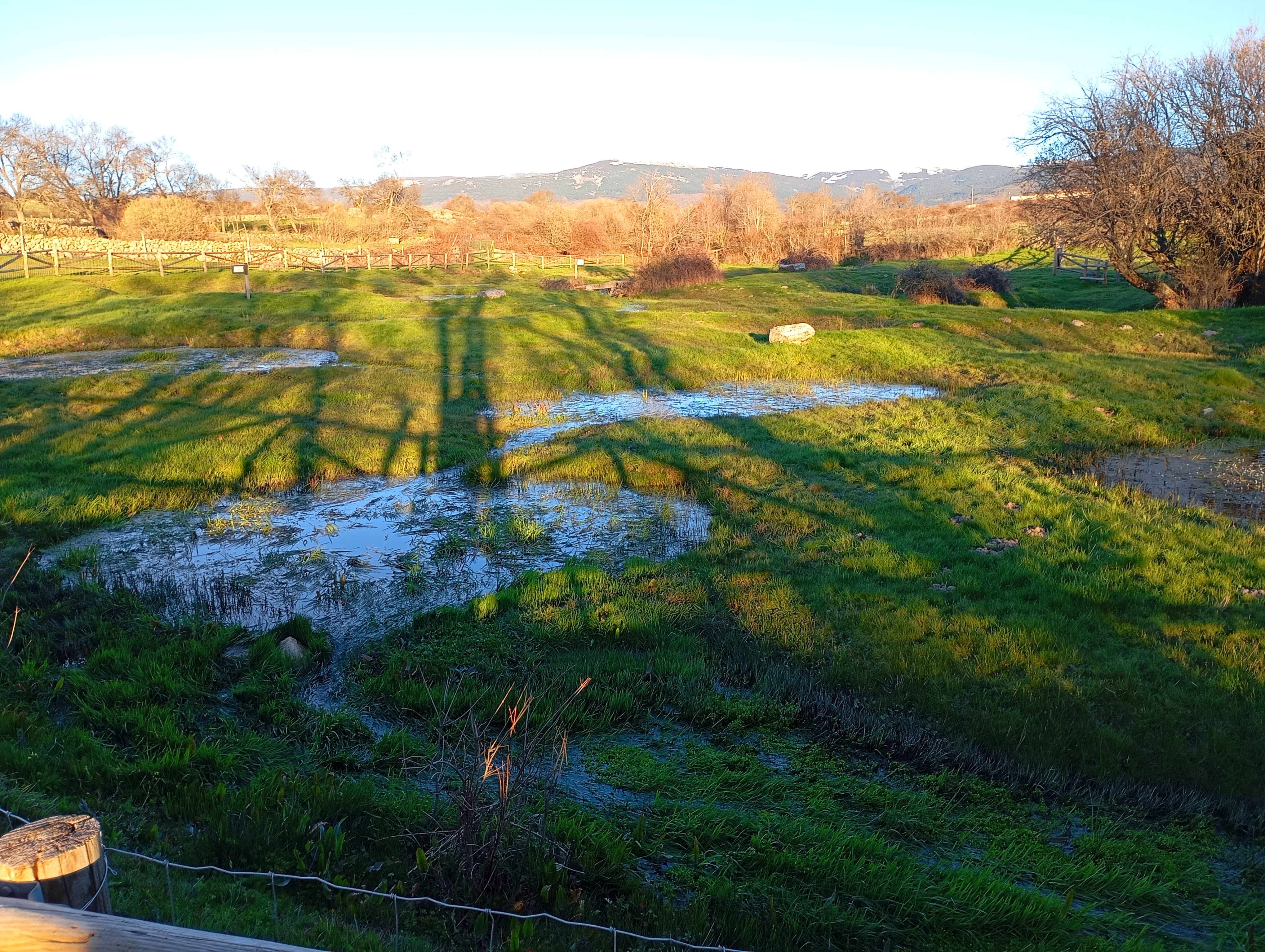
Pozas de lino de La Aldehuela, rehabilitadas en 2021

### Patrimonio
- La Iglesia de San Nicolás de Bari, de estilo románico.
- Ermita de Nuestra Señora del Pedernal.
- Cacera de San Medel.
- Dos potros de herrar, uno en el centro del pueblo y otro en La Aldehuela.
- Dos pozas de lino, las de Torrecaballeros reconvertidas en parque y las de La Aldehuela rehabilitadas en 2021.

### Fiestas
- Corpus Christi, a finales de mayo;
- San Antolín y Presentación de la Virgen, el primer fin de semana de septiembre;
- San Nicolás de Bari, el 6 de diciembre.

### Leyendas
Leyenda del Tuerto de Pirón
El Tuerto de Pirón fue un bandolero nacido en la localidad vecina de Santo Domingo de Pirón. Fernando Delgado Sanz, apodado el Tuerto de Pirón, robaba a los ricos, asaltaba iglesias y caminos, el entorno de Torrecaballeros La Aldehuela, y el de su pedanía Cabanillas del Monte fueron unos de los lugares donde tuvo más actividad, asaltando a sus vecinos y saqueando sus iglesias. Además fue en la Fuente del Pesebre entre este pueblo y Espirdo donde cometió su único asesinato a un miembro de su banda apodado El Madrileño que tras haber abandonado el grupo se disponía a traicionarles.
Leyenda de Las Tres Hermanas
Esto era un rey que tenía tres hijas: la Virgen de Hornuez (Moral de Hornuez), la del Henar (Cuéllar) y la de Hontanares de Eresma a cada cual más guapa y que se querían tanto que no podían pasar sin verse. Sin embargo, cuando estaban juntas tampoco podían dejar de regañar entre ellas así que el padre, aburrido de oírlas andar a la greña a todas horas, buscaba el modo de poner remedio a tan desesperante situación. Y fue estando en esas cuando se le ocurrió construir tres casas en lo alto de tres cerros bastante alejados entre sí; cuando estuvieron construidas encerró en cada una de ellas a una de sus hijas, que así podían verse sin pelear. Los lugares elegidos fueron unos cerros de Espirdo, Basardilla y Collado Hermoso, donde están las ermitas de Veladíez, Pedernal y la Sierra.